# Dagombas
 (septembre 2012).
Si vous disposez d'ouvrages ou d'articles de référence ou si vous connaissez des sites web de qualité traitant du thème abordé ici, merci de compléter l'article en donnant les références utiles à sa vérifiabilité et en les liant à la section « Notes et références ».

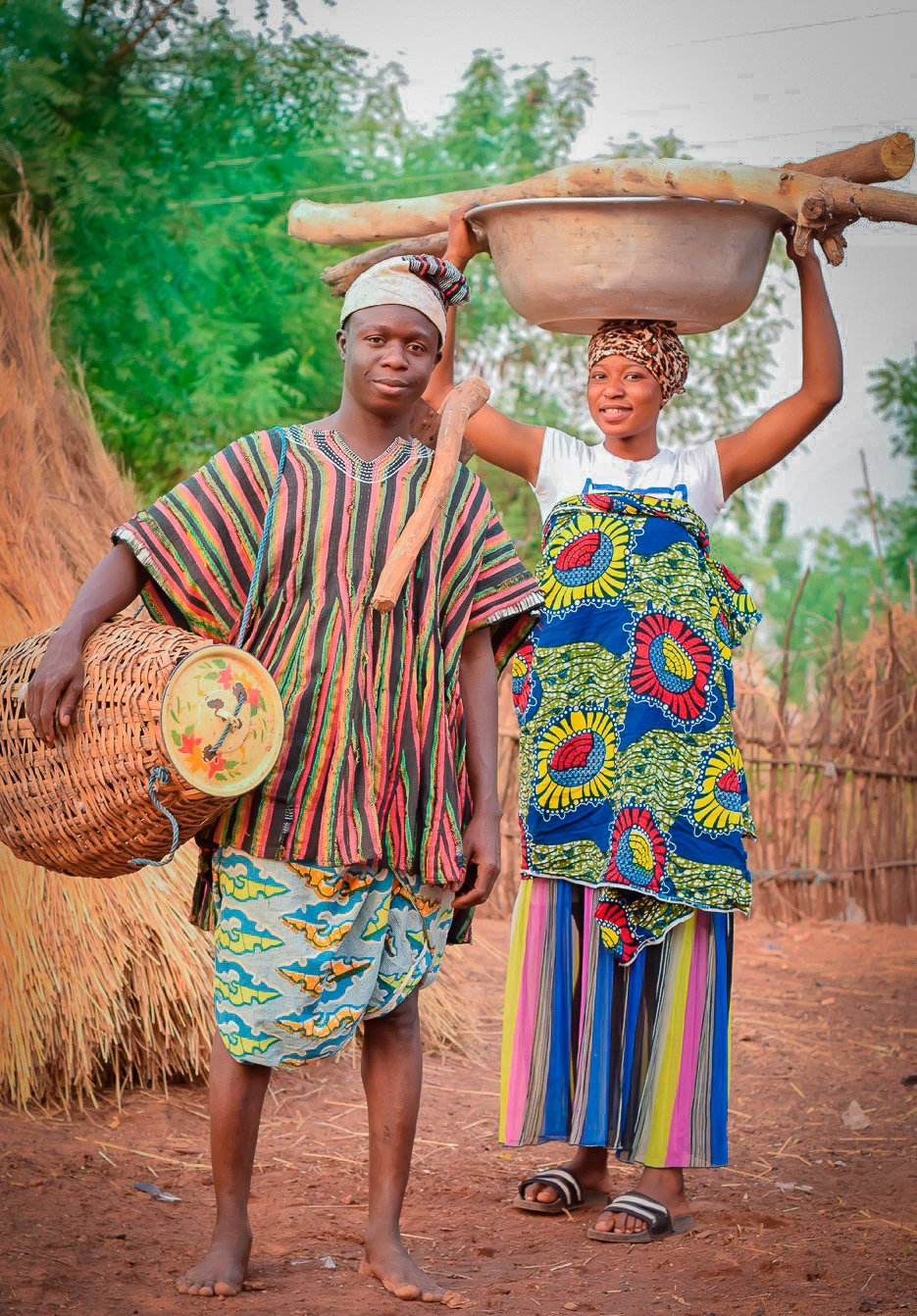
Un couple Dagomba de retour de leur ferme, au Ghana.

Les Dagombas sont une population d'Afrique de l'Ouest vivant principalement au nord du Ghana.
Le groupe Dagomba, de nos jours, est divisé en 3 groupes ethniques : 
- les Dagbambas ;
- les Mamprusis ;
- les Nanumbas.

Même si ces groupes constituent trois groupes ethniques distincts en apparence, leur peuple s'identifie toujours les uns avec les autres, le lien est particulièrement fort entre les Dagbamba et Nanumba. Ces trois groupes constituent avec les Mossi la communauté Mole-dagbon ou Mossi-dagbon et représente entre 18 % et 20 % de la population ghanéenne soit la deuxième grande communauté après le groupe Akan.

## Ethnonymie
Selon les sources, on observe plusieurs variantes : Dagbamba, Dagbane, Dagbani, Dagomba, Dagombas, Ngwana.

## Langue
Leur langue est le dagbani (ou dagombe), une langue oti-volta dont le nombre de locuteurs était estimé à 800 000 en 2004.

## Implantation géographique
La zone d'habitation des Dagbamba appelée Dagbon ou Dagomba couvre un territoire d'environ 25 000 km2 et possède une population totale d'environ 650 000 habitants.
Le territoire s'étend sur huit districts administratifs du Nord du Ghana répartis aux alentours de la ville de Tamale : Tamale métropolitain, Tolon/Kumbungu, Savelugu/Nanton, Yendi municipalité, Gushiegu, Karaga, Zabzugu/Tatale et Saboba/Chereponi.
La ville la plus cosmopolite du Dagbon est Tamale, qui sert également de capitale régionale pour la Région du Nord.

## Histoire
Na Gbewaa est considéré comme le fondateur du territoire du Grand Dagbon qui rassemble de nos jours Dagbon, Mamprugu et Nanung.
En 1888, Louis-Gustave Binger écrit au sujet du dagbani : « La langue que l'on parle ici se nomme dagouna, dagomsa, dagomba et mampoursa ; elle diffère assez sensiblement du mossi pour qu'on ne la comprenne qu'au bout d'un séjour assez long ».

## Société
Le chef suprême du royaume de Dagomba est le Ya-Na ou Ya Naa, traduit littéralement par le « roi au pouvoir absolu », son siège est constitué d'une collection de peaux de vaches, ainsi lorsqu'il est traité de l'histoire politique de Dagomba, il est souvent fait référence à elle comme le Yendi Skin, « la peau de Yendi » et non le trône ou la couronne. La cour et la capitale administrative du Ya Na se situe à Yendi, réputé pour être le plus grand village de l'Afrique de l'Ouest.
Le royaume dagomba possède jusqu'ici des responsabilités administratives traditionnelles sur les sociétés acéphales (en), des groupes sans chefs et non stratifiés, tels que les Konkomba, Bimoba, Chekosi, Basaari, Chamba, et les Zantasi. Bien que le groupe ethnique Dagbamba représente la majorité de la population, le peuple des groupes ethniques « sujets » possèdent des droits de citoyenneté égaux dans le royaume.

## Culture
Ne possédant pas de culture écrite, les Dagbamba sont l'un des groupes culturels possédant une culture orale sophistiquée tissée autour de tambours et d'autres instruments musicaux. Ainsi la majeure partie de leur histoire, jusqu'à tout récemment[Quand ?], était basé sur la tradition orale avec les joueurs de tambours faisant office d'historiens. Selon la tradition orale, l'histoire politique du Dagomba a pour genèse l'histoire légendaire de Tohavie, qui se traduit par le « chasseur rouge ».
Culturellement, la société Dagomba est fortement influencée par l'Islam. La transmission est patrilinéaire.
Les festivals importants incluent le Damba, Bugum (festival du feu) et les deux festivals islamiques d'Eid.

### Discographie
- (en) Music of the Dagomba from Ghana, enregistrements collectés par Verna Gillis, avec David Moisés Perez Matinez, New York, N.Y., Folkways Records & Service Corp., 1978, disque, 40 min 10 s